# لطف‌الله نیشابوری
لطف‌الله بن‌سلیمان‌شاه نیشابوری ملقب به مولانا (تولد: نیشابور، وفات: ۸۱۶ هجری قمری) از شاعران ایرانی در قرن هشتم و آغاز قرن نهم هجری بوده‌است. او از نام خویش برای تخلص شعریش استفاده می‌کرده و «لطف» تخلص می‌کرده‌است. لطف‌الله هم عصر با شاهرخ تیموری بوده‌است.
جوانی نیشابوری در نیشابور و به کسب هنرها و فضائل گذشت. پس از آن به خدمت خواجه علا الدین محمد فریومدی درآمد.

## نمونه اشعار
- در انتقاد از اوضاع روزگار خود

| بر صدور زمان زان نه جای دارم و جاه   |  | که کنک و سخره و شوخ وزن بمزد نیم    |
| نیم دو روی و منافق چو ماه و تیراز آن |  | بعیش و قدر چو ناهید و اورمزد نیم    |
| از آن زکسب فضائل نه سیم دارم و زر    |  | که رشوه گیر و رباخوار و وقف دزد نیم |